# Фони (Перуђа)
Фони (итал. Fonni) насеље је у Италији у округу Перуђа, региону Умбрија.
Према процени из 2011. у насељу је живело 19 становника. Насеље се налази на надморској висини од 863 м.